# Fundação Alvin Weinberg

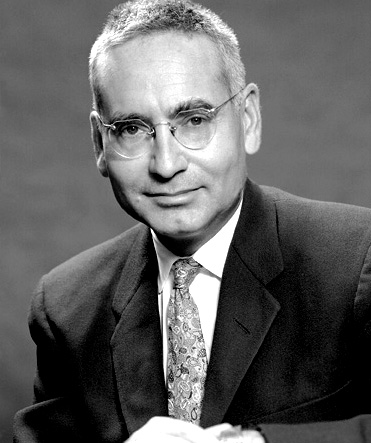
Alvin M. Weinberg (1915-2006)

A Fundação Alvin Weinberg foi uma entidade filantrópica registrada no Reino Unido, operando sob o nome de Weinberg Next Nuclear, que fazia campanha (lobby) para pesquisa e desenvolvimento em energia nuclear de próxima geração . Em particular, defendeu o avanço do reator de tório de fluoreto líquido (LFTR) e outras tecnologias de reator de sal fundido (MSR). 
Recebeu esse nome em homenagem ao Dr. Alvin M. Weinberg, Diretor do  Laboratório Nacional de Oak Ridge, entre 1955–1973 e o principal defensor do desenvolvimento do reator de fissão nuclear (MSR ou reator de sal fundido). 

## História
- Setembro de 2011: lançado na Câmara dos Lordes .do Parlamento do Reino Unido [4]
- Janeiro de 2014: torna-se uma instituição filantrópica registrada na Inglaterra e no País de Gales .
- Maio de 2015: Stephen Tindale torna-se seu  Diretor. [5]
- Julho de 2017: Dissolução da Fundação Weinberg.